# 몬트세랫의 기

몬트세랫의 기 비율 1:2

몬트세랫의 총독기

몬트세랫의 기는 1909년 4월 10일에 제정되었다. 총독기는 영국의 국기 중앙에 몬트세랫의 문장이 그려진 형태의 기를 사용한다.

## 의미
파란색 바탕에 왼쪽 상단에는 영국의 국기가 그려져 있으며, 오른쪽에는 몬트세랫의 문장이 그려져 있다.
문장 안에는 아일랜드를 의인화한 여성인 에린(Erin)이 아일랜드의 상징인 금색 하프를 들고 있는 형상의 그림이 그려져 있는데, 이는 몬트세랫의 주민들이 아일랜드인의 자손임을 의미한다.

## 같이 보기
- 영국의 기 목록